# 趙匡胤
趙 匡胤（ちょう きょういん）は、北宋の初代皇帝（在位：960年2月4日 - 976年11月14日）。廟号は太祖。中国の歴代皇帝の中で名君の一人とされる。

## 生涯
父は後唐の禁軍将校であった突厥人の趙弘殷（後周の武清軍節度使・太尉を追贈され、宋で宣祖の廟号を追贈された）。母は杜氏。後唐の天成2年（927年）に洛陽夾馬営で、次男として生まれる。本貫は莫州清苑県。後漢の初め頃には不遇の身であり各地を転々としていたが、襄陽のある寺の老僧に勧められ、後に後周の太祖となる後漢の枢密使郭威の軍に身を投じる。
後周の世宗が即位すると近衛軍の将校となる。北漢の軍を迎え撃った高平の戦いにおいては、左翼の軍勢が敗走して後周軍が危機に陥る中、趙匡胤は同僚を励まし、北漢軍の前衛を打ち破る活躍をして、後周に勝利をもたらした。
世宗の南唐征伐に従軍し、南唐の節度使であった皇甫暉・姚鳳らを自ら虜にする功も立てる。その後、揚州を攻めていた同僚の韓令坤が南唐の援軍を前に撤退を求めてくると、世宗より援軍として派遣され、「もしも逃げる者があれば、その足を斬る」と督戦し、韓令坤らの必死の防戦の末、南唐軍万余りの首級を挙げることに成功した。その後も趙匡胤は次々と南唐の城砦を抜いた。
趙匡胤の威名を恐れた南唐の李璟は趙匡胤と世宗の間を裂こうと、趙匡胤に手紙と白金3千両を贈るが、趙匡胤はすべて世宗に献上して、君臣の間に亀裂は生じなかった。
世宗が崩御して、わずか7歳の恭帝が即位すると、これに付け込んだ北漢の軍勢が来寇する。その迎撃の軍を率いる最中、陳橋駅で幼主に不安をもった軍士により、皇帝の象徴である黄衣を着せられて皇帝に冊立される（陳橋の変）。趙匡胤は軍士たちに自分の命令に従うをことを確認させ、恭帝と皇太后の符氏、及び諸大夫に至るまで決して危害を加えないこと、そして官庫から士庶の家に至るまで決して侵掠しないことを固く約束させた上で、帝位に即くことに同意した。開封に戻った趙匡胤は恭帝から禅譲を受けて正式に皇帝となり、国号を宋と改めた。
その後、各地に割拠する諸国を次々に征服していったが、残るは呉越と北漢のみとなり天下統一が目前に迫った976年、50歳で急死した。その死因については古来、弟の太宗趙光義により殺害されたという説（千載不決の議）が根強いが、日本の東洋史学者・宮崎市定を始めとする一部の研究者は、生前の太祖が陳橋の変の時に見られるように非常な大酒飲みだったことから、脳溢血などの疾患による急死だったのではないかと指摘している。
崩御の翌年である太平興国2年（977年）正月に太祖の廟号が贈られ、英武聖文神徳皇帝と諡された。
諡は大中祥符元年（1008年）8月に真宗によって啓運立極英武睿文神徳聖功至明大孝皇帝と改められた。

## 出自
趙匡胤自身は遠祖は涿郡蠡吾県の人である前漢の名臣の趙広漢の末裔を自称していたが、このことは早くから疑問視されていた。
近年の遺伝子解析の結果、テュルク系民族突厥である事が明らかとなった。
趙匡胤の父の趙弘殷は突厥沙陀部の国家である後唐の近衛軍の将官であり、世襲軍人だった。 趙匡胤は涿郡（河北省保定市、北京市の南）の人であるが、涿郡は唐のソグド人や契丹人が多く住む外国人住地。

## 政策
戦乱が続いた五代十国時代の反省を受け、趙匡胤は軍人の力を削ぐことに腐心した。唐代から戦乱の原因になっていた節度使の力を少しずつ削いでいき、最後には単なる名誉職にした。この時、強引に力で押さえつけるようなことをせず、辛抱強い話し合いの末に行った。趙匡胤の政治は万事がこのやり方で、無理押しをせず血生臭さを嫌った。また、科挙を改善して殿試を行い始め、軍人の上に官僚が立つ文治主義を確立した。科挙が実質的に機能し始めたのは宋代からと言われる。ただ、趙匡胤の布いた文官支配体制はその後、代を経るごとに極端に強化され、そのことが軍事力の低下と官僚間の派閥争いを激化させる要因となり、北宋および南宋の弱体化と滅亡の要因となったことは否めない。
趙匡胤は、自身が軍人であったにも拘らず文治主義を進め、唐末以来の戦乱の時代に終止符を打った。戦乱の時代である五代では前王朝の皇帝は殺されるのが通例になっていた。しかし趙匡胤は、前王朝の後周の柴氏を尊重し貴族として優遇したばかりか、降伏した十国の君主たちをも生かして、その後も貴族としての地位を保たせている。 柴氏は300年にわたって家が保たれ、士大夫は朝廷において活発に議論をした（『水滸伝』に登場する侠客で後周皇室の子孫の柴進の設定はこの一事を踏まえたものと考えられている）。
趙匡胤は中国歴代皇帝の中でも評価が高く、清代に執筆された小説『飛龍全伝』の主人公としても知られる。

## 趙匡胤の評価
『宋史』は、堯・舜、殷の湯王、周の武王以降の、相次ぐ乱世で荒廃した社会を救う、四聖人に匹敵する才の持ち主として高く評価している。
建国してから藩鎮の兵権を奪い、贓吏（賄賂を貪る官吏）を処刑するなど綱紀を取り締まって乱世の再発を防ぎ、農業と学問を奨励、刑罰の軽減など行い、泰平の世を築いた偉大な創業の君主であり、趙匡胤の在位17年間が宋王朝300年の繁栄をもたらしたものとする。
趙匡胤はたびたび「父母が病にかかっても顧みないものは罰する」「父母と財産を異とするものは罰する」など、唐末五代の戦乱で荒廃した秩序を建て直しを図った詔を出しており、『宋史』は唐末五代の戦乱の時代に荒廃した道徳や文化を建て直した宋王朝は、漢・唐に比べても劣らないものとしている。

## 趙匡胤にまつわるエピソード
- 騎射が得意で、悪馬を馴らそうと勒を付けずに乗馬しようとしたが、城門に頭をぶつけて落馬したことがあった。目撃者達は首が折れて死んでしまったかと思っていると、趙匡胤はすぐさま起き上がり馬を追っていったが、一つも傷がなかったという（『宋史』 本紀第一 太祖一）。
- 世宗の後唐征伐の最中、父の趙弘殷が夜中に趙匡胤に城の開門を求めたが、「親子の関係といえども城門の開閉は公務である」と言い、城門を開けなかった。そして趙弘殷は朝になってようやく入城することができた。
- 以下のことなどから、無駄な殺生を嫌っていたことがわかる。
  - かつて自分の君主であった恭帝柴宗訓を禅譲後も鄭王として遇し、柴宗訓が死ぬと喪服を着けて10日間政務をとりやめ、皇帝として葬を執り行った。
  - 亡国の君主である孟昶・李煜・劉鋹らを処刑せずに侯として遇した。
  - 南唐征服の際には曹彬らに「落城の際には決して殺戮を行なうな」と訓令した。
  - 陳橋の変の際、王彦昇が禅譲を妨げようとした副都指揮使の韓通を勝手に殺したことを責め、助命したものの、節鉞（征伐の将軍に与える割符）を決して与えることはなく、さらに韓通に中書令を追贈し、厚く葬った。
  - 王全斌が後蜀を滅ぼした際に降兵2万7千を虐殺し、蜀の財貨を奪うなどを行ったことを咎め、蜀征伐の功にもかかわらず降格処分にした。
  - 呉越の銭俶（趙弘殷を避諱し、銭弘俶から改名）が自ら来朝した時、宰相以下の百官はみな、銭俶を捕らえ、その国土を奪うことを請うたが、趙匡胤は取り合わなかった。銭俶が帰国する際、群臣の銭俶を捕らえるように求めた上表文を持たせ、帰国の途中これを見た銭俶は感動し、後に国土を献じたという。
  - 南漢の最後の君主の劉鋹は、好んで毒酒をもって臣下を毒殺していたことがあった。降伏後、趙匡胤の巡幸に従った時、趙匡胤より酒杯を勧められると、自身を毒殺しようとしてるのではないかと疑い、泣いて「臣（私）の罪は許されるものでありませんが、陛下は私を殺さないでいてくれました。どうか開封の庶民として泰平の世を過ごさせてください。どうかこの酒杯を飲ませないでください」と言った。これに対し、趙匡胤は笑って「自分は人を厚く信頼している。どうして汝だけ信じないことがあろうか」と言い、その酒杯を飲み、新しく酒を酌み劉鋹に飲ませたという。
- 建国当初、しばしばお忍びで出かけたことをある臣下に諫められたことがあったが、「自分は天命が下ったので天子になったのであり、世宗が部将の中で顔が広く耳が大きい者を次々に殺していたが、自分は（そのような容貌であるのに）世宗の側にずっと侍していたが、殺されることはなかった」と言い、ますますお忍びで出かけることが増えた。さらに諌める者がいると、「俺は天子なのだから、俺の好きなようにさせろ。お前に指図されるいわれはない」といったという（『宋史』本紀第三 太祖三）。
- ある日、政務をやめて不快そうに座っていたので、側近がその理由を尋ねると、「天子であることは簡単なことだといえるだろうか？ ある事案を早合点して誤って決してしまったから、不快なのである」と答えたという。
- 節約を旨としており、娘の魏国長公主が肌着にカワセミの羽を装飾に使っているのを見て、戒めて二度とさせなかった上、「お前は富貴な身分として育った。そのことの有難味を思いなさい」と説教したという。また、後蜀の最後の君主であった孟昶が杯に宝飾を凝らしているのを見て、これを取りあげて砕き、「お前は杯を七宝で飾っているが、何の器で飲食する気なのだ。そのようなことをしているから国を亡ぼしたのだ」と叱咤したという。
- 晩年は読書を好み、『書経』を読んで嘆いて「古の帝王の堯・舜の世の中は四人の悪人を追放するだけであったが、今の世の中は法が網のように密である」と言った。
- 弟の趙匡義（後の太宗）が病気にかかると自ら薬を煎じて飲ませ、近臣に「弟は龍虎のように堂々としており、生まれた時に異兆があった。後日必ず泰平の世の天子となるだろう。ただ福徳の点では私に及ばない」と語ったという。
- 中国では、趙匡胤は太祖長拳という拳法を作くり、多節棍（ヌンチャク）を最初に作ったという伝説がある。

## 石刻遺訓
石刻遺訓は、趙匡胤が石（鉄という説もあり）に刻んで子孫に伝えた遺言である。先祖代々を祀る御霊屋である太廟に置かれ、普段は密封されていた。宋朝の皇帝が即位する際、必ずこれを拝み見ること、更には季節の祭りのときに必ず拝礼することが慣わしとなっていた。ただし、その存在は秘中の秘とされ、ごく一部の宮中の人間にのみ伝えられた以外は、趙普・王安石・司馬光のような歴代の宰相ですら知らなかったという。金軍の侵入で王宮が占領された際に発見され、初めてその存在が明るみに出たと、南宋の陸游の著と伝えられる『避暑漫抄』は伝えている。。
そこに刻まれていた遺訓の内容は以下の2条である（『宋稗類鈔』巻一「君範」、陶宗儀『説郛』によれば、正確には3つあり、第3条は上の2条を子孫代々守れという内容であった）。
- 趙匡胤に皇位を譲った柴氏一族を子々孫々にわたって面倒を見ること。
- 言論を理由に士大夫（官僚／知識人）を殺してはならない。

この2つの遺訓が歴代の宋王朝の皇帝たちによって守られたことは、南宋が滅亡した崖山の戦いで柴氏の子孫が戦死していること、政争で失脚した官僚が処刑されず、政局の変化によって左遷先から中央へ復帰していること（例：新法旧法の争いでの司馬光や対金講和派の秦檜など）が証明している。趙匡胤の優れた人間性が後の宋王朝の政治に反映されたことを、この石刻遺訓は物語っている（陳 1992）。
清の愛新覚羅氏は趙匡胤の末裔という説があり、いわゆるラストエンペラー愛新覚羅溥儀が退位したとき、東洋史学者の内藤湖南は以下のように述べ、『石刻遺訓』を代代守ったおかげで溥儀も命を長らえることが出来たと述べている。
「此の稿を書いて居る時に、恰かも清朝の最後の幼帝が辞政の報を得た、昔からして宋の太祖の敵を殺さぬ功徳で、趙氏の後は絶えぬ、元の順帝も宋の瀛国公の子
だといふ説がある位であるが、若し愛新覚羅氏も趙氏の後であるとすれば、此たびの罪なき幼帝の平和なる譲国が、其家の運命を重ねて将来に保留したやうな気がする。自分は憐れなる隣国の幼帝の上に幸多かれと祈る一人である。」

## 宗室
- 正室：会稽郡夫人賀氏（贈孝恵皇后）
  - 長男：滕王 趙徳秀 - 夭折。
  - 次男：燕懿王 趙徳昭 - 南宋の第5代〜（最後の）第9代皇帝の先祖。
  - 三男：淑王 趙徳林 - 夭折。
  - 長女：魏国大長公主
  - 次女：魯国大長公主
- 皇后：王皇后（孝明皇后）
  - 四男：秦康恵王 趙徳芳 - 南宋の第2代〜第4代皇帝の先祖。
- 皇后：宋皇后（孝章皇后） - 宋偓（後唐の義寧公主の子）と後漢の永寧公主のあいだの娘。
- 側室：花蕊夫人 - 元後蜀の後主孟昶の側妃。
- 生母不詳の子女
  - 三女：陳国大長公主
  - 四女：申国公主 - 夭折。
  - 五女：成国公主 - 夭折。
  - 六女：永国公主 - 夭折。

## 関連作品
趙匡胤を主人公にした小説
- 小前亮『飛竜伝：宋の太祖 趙匡胤』（講談社、2006年） ISBN 4-06-213785-2
  - 『宋の太祖 趙匡胤』（講談社文庫、2009年）に改題。『飛龍全伝』の翻案小説。

趙匡胤が登場するテレビドラマ
- 楊家将伝記 兄弟たちの乱世（2006年、中国、演：温海波）
- 傾城の皇妃 〜乱世を駆ける愛と野望〜（2011年、中国、演：喬任梁）
- 大宋伝奇之趙匡胤（2015年、中国、演：陳建斌、日本未公開）